# Helmold z Bosau
Helmold (německy Helmold von Bosau, 1120 – po 1177) byl saský kněz, farář v Bosau v blízkosti Plönu v dnešním Šlešvicku-Holštýnsku.

## Biografie
O jeho životě je známo velice málo, několik faktů však lze odvodit z listinných pramenů a samotného jeho díla. Narodil se nejspíše krátce před rokem 1120 v okolí pohoří Harz a své vzdělání počal u augustiniánů v šlesvickém Bad Segerbergu, v letech 1139 až 1143 pokračoval v Brunšviku, kde se setkal se svým učitelem a ochráncem Geroldem. Po té se podílel na misijní činnosti biskupa Vicelina mezi Obodrity. Po smrti Vicelina se stal spolupracovníkem zmíněného Gerolda a v zimě na přelomu let 1155 a 1156 se účastnil jeho vizitační cesty jež popsal svém díle. Brzy poté se stal farářem v Bosau, kde se nacházel jediný fungující farní úřad v celé Vagrii, do které náležel i Starigrad, dnešní Oldenburg. Ač se ve Starigradu nacházelo oficiálně biskupství, bylo toto město pod vládou pohanských Slovanů, a biskup Vicelin a poté i Gerold sídlili právě v západnějším Bosau. Druhý jmenovaný však přeložil biskupství roku 1160 nebo 1163 ze Starigradu do Lübecku. Po smrti Gerolda v roce 1163 začal Helmold psát svou kroniku, právě z podnětu svého zemřelého učitele. Poslední doklad o něm pochází z roku 1177, brzy poté nejspíše zemřel. Poté však v jeho díle pokračoval Arnold z Lübecku, který kroniku dovedl až do roku 1210.

## Dílo
Jeho dílo, Chronica Slavorum (Kronika Slovanů), je důležitým pramenem pro dějiny Svaté říše římské, především snah jejích vládců o ovládnutí oblastí na východ od Saska, v té době obývaných slovanskými kmeny, a Dánska. Kronika je rozdělena do dvou částí, první začíná popisem událostí na přelomu 8. a 9. století za vlády Karla Velikého a končí rokem 1163, druhá se pak zabývá událostmi do roku 1171. Ač je Helmoldovo dílo zaměřeno na oslavu šíření křesťanství a ovládnutí pohanských kmenů objevuje se zde také kritika tvrdého zacházení světských vládců se svými slovanskými poddanými. Významné místo také zaujímají portréty významných současníků, například saského vévody Jindřicha Lva nebo Vicelina, biskupa oldenburského. Kromě toho se zaobírá celkovými dějinami říše, například bojem o investuru a činy císaře Fridricha Barbarossy, a zmiňuje se i o dějinách českých.
První část často a téměř doslovně přebírá pasáže z Činů biskupů hamburského kostela Adama Brémského, avšak v případech kdy tohoto zdroje neužívá uvádí řadu odjinud neznámých a velmi cenných informací. Kromě Adama Brémského ve svém díle cituje Vulgátu a antická díla, v jiných případech spoléhal na ústní zdroje.